# Damián van der Vaart
Damián van der Vaart (Zaanstad, 28 mei 2006) is een Nederlandse voetballer die doorgaans speelt als centrale middenvelder. van der Vaart debuteerde in augustus 2025 voor  Jong Ajax.

## Clubcarrière
Van der Vaart voetbalde in de jeugd bij het Duitse SC Victoria Hamburg en het Deense Esbjerg fB toen zijn vader actief was bij Hamburger SV en Esbjerg fB. In 2023 kwam hij in de jeugdopleiding van Ajax terecht. In januari 2025 tekende hij een nieuw contract tot 2029.
Van der Vaart debuteerde op 8 augustus 2025 voor Jong Ajax in de Eerste divisie tegen FC Den Bosch. Hij viel in minuut 62 in voor Rayane Bounida.

## Clubstatistieken
| Seizoen | Club      | Competitie     | Competitie | Competitie | Beker | Beker | Internationaal | Internationaal | Totaal | Totaal |
| Seizoen | Club      | Competitie     | Wed.       | Dlp.       | Wed.  | Dlp.  | Wed.           | Dlp.           | Wed.   | Dlp.   |
| ------- | --------- | -------------- | ---------- | ---------- | ----- | ----- | -------------- | -------------- | ------ | ------ |
| 2025/26 | Jong Ajax | Eerste divisie | 1          | 0          | —     | —     | —              | —              | 1      | 0      |
| Totaal  | Totaal    | Totaal         | 1          | 0          | 0     | 0     | 0              | 0              | 1      | 0      |

Bijgewerkt op 11 augustus 2025.

## Privé
Van der Vaart is de zoon van oud-profvoetballer Rafael van der Vaart en Sylvie Meis.